# Camaleño
Camaleño ist ein Ort und eine Gemeinde (municipio) mit 969 Einwohnern (Stand: 2024) im Westen der autonomen Region Kantabrien in Spanien.

## Lage
Die über 30 Dörfer der vom Río Deva durchflossenen Gemeinde Camaleño liegen in Höhen von 350 bis 650 Metern ü. d. M.; die kleine Nachbarstadt Potes befindet sich etwa sechs Kilometer (Fahrtstrecke) westlich. Die nächstgelegene Großstadt ist das ca. 110 Kilometer nordöstlich gelegene Santander.

## Bevölkerungsentwicklung
| Jahr      | 1960  | 1970  | 1981  | 1991  | 2001  | 2014  |
| Einwohner | 2.236 | 1.807 | 1.402 | 1.327 | 1.101 | 1.001 |

In der Mitte des 19. Jahrhunderts hatte die Gemeinde bereits etwa 1.900 Einwohner; bei der Volkszählung im Jahr 1940 waren es mehr als 2.700. Die Mechanisierung der Landwirtschaft hat in der zweiten Hälfte des 20. Jahrhunderts zu einem deutlichen Bevölkerungsrückgang geführt. Die Gemeinde besteht aus 35 Dörfern und Weilern mit jeweils etwa 5 bis 150 Einwohnern, darunter auch Cosgaya mit etwa 50 Einwohnern.

## Wirtschaft und Infrastruktur
Die Böden und das vergleichsweise regenreiche, aber milde Klima eigneten sich gut zum Anbau von Getreide, Wein und Gemüse, wobei die Bewohner früherer Jahrhunderte diesbezüglich weitgehend als Selbstversorger lebten; auch Milchviehwirtschaft sowie Schweine- und Hühnerhaltung wurden betrieben. Seit der Mitte des 20. Jahrhunderts entwickelte sich der Tourismus in Form der Vermietung von Ferienwohnungen (casas rurales) zu einem nicht unbedeutenden Wirtschaftsfaktor, der durch die Schaffung des Nationalparks Picos de Europa im Jahr 1995 eine nochmalige Belebung erfahren hat.

## Geschichte
Über die frühe Geschichte des Gebietes ist nichts bekannt, denn sowohl Kelten und Römer, als auch Westgoten und Mauren haben keine Spuren auf dem Gemeindegebiet hinterlassen. Der Torre de Mogrovejo aus dem 13. Jahrhundert ist das älteste architektonische Zeugnis.

## Sehenswürdigkeiten

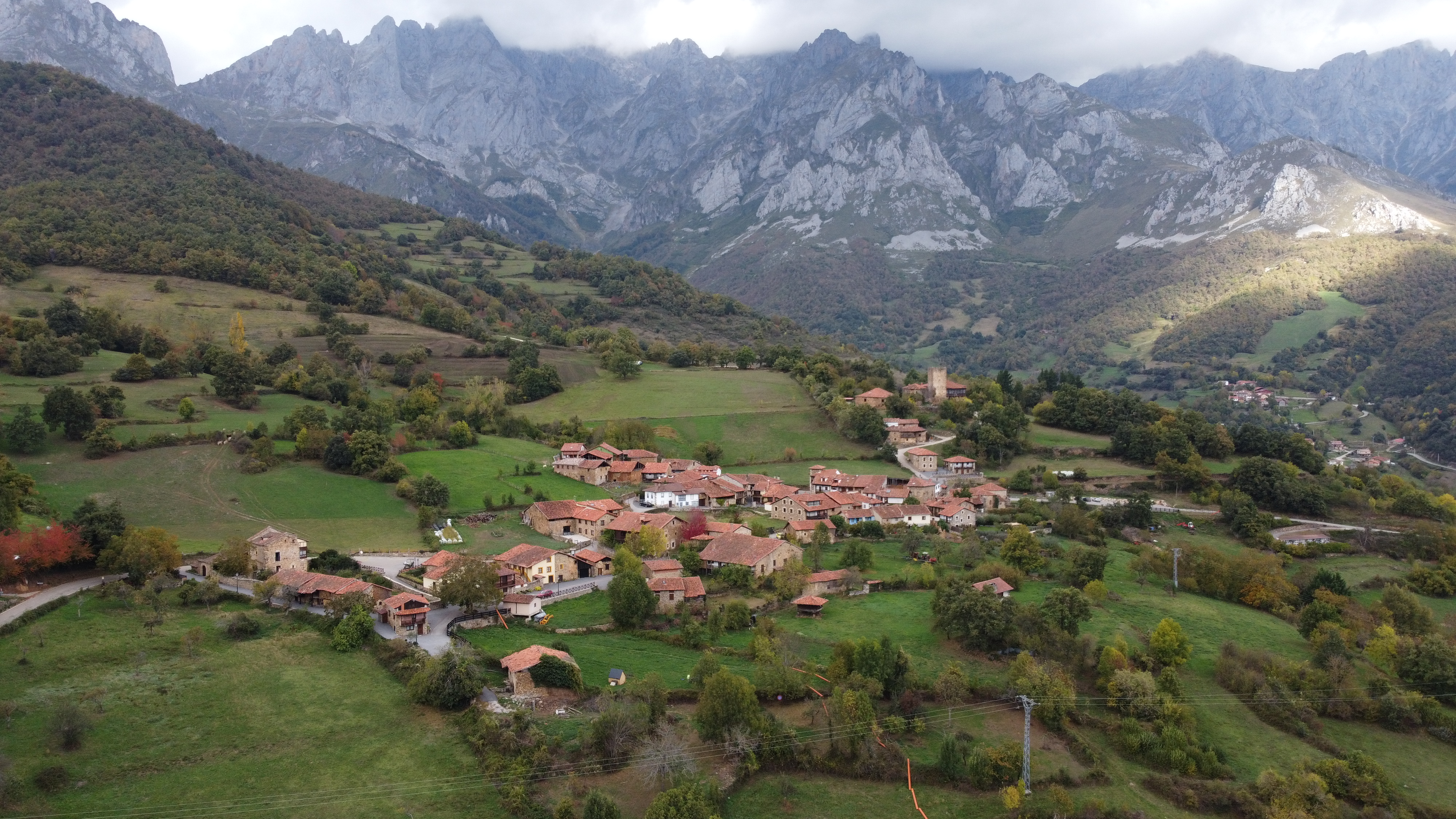
Dorf Mogrovejo

- Abgesehen von den landschaftlichen Reizen der Umgebung haben die einzelnen Dörfer der Gemeinde Camaleño kaum Sehenswürdigkeiten.
- Ausnahmen sind das Kloster Santo Toribio de Liébana und der mittelalterliche Bergfried (torre de homenaje) von Mogrovejo.
- Ein bekanntes Ausflugsziel ist auch das etwa 16 Kilometer westlich gelegene Hochtal Fuente Dé mit seiner Seilbahnstation.

Umgebung
- Ausflüge zur 16 Kilometer nordöstlich gelegenen präromanischen Kirche Santa María de Lebeña sowie zur romanischen Kirche Santa María de Piasca in der Nachbargemeinde Cabezón de Liébana sind ebenfalls zu empfehlen.

## Persönlichkeiten
- Toribio de Mogrovejo (1538–1606), Bischof von Lima und Missionar der Indios